# Młodzieżowe mistrzostwa Ameryki Południowej w lekkoatletyce
Młodzieżowe mistrzostwa Ameryki Południowej w lekkoatletyce – zawody lekkoatletyczne organizowane w interwale 2 letnim począwszy od roku 2004 przez Południowoamerykańską Konfederację Lekkoatletyczną. W imprezie startują zawodnicy do lat 23. W roku 2010 mistrzostwa odbyły się w ramach Igrzysk Ameryki Południowej. 

## Edycje
| Edycja | Gospodarz    | Data                       |
| ------ | ------------ | -------------------------- |
| 2004   | Barquisimeto | 26–27 czerwca              |
| 2006   | Buenos Aires | 10–12 listopada            |
| 2008   | Lima         | 6–7 września               |
| 2010   | Medellín     | 20–23 marca                |
| 2012   | São Paulo    | 22–23 września             |
| 2014   | Montevideo   | 3–5 października           |
| 2016   | Lima         | 24–25 września             |
| 2018   | Cuenca       | 29–30 września             |
| 2021   | Guayaquil    | 16-17 października         |
| 2022   | Cascavel     | 30 września-2 października |
| 2024   | Bucaramanga  | 27-29 września             |